# HD 224693
Axólotl eller HD 224693 är en ensam stjärna belägen i den södra delen av stjärnbilden Valfisken. Den har en skenbar magnitud av ca 8,23 och kräver ett teleskop för att kunna observeras. Baserat på parallax enligt Gaia Data Release 2 på ca 10,7 mas, beräknas den befinna sig på ett avstånd på ca 306 ljusår (ca 94 parsek) från solen. Den rör sig bort från solen med en heliocentrisk radialhastighet på ca 1,5 km/s.

## Nomenklatur
HD 224693 fick på förslag av Mexiko namnet Axólotl i NameExoWorlds-kampanjen som 2019 anordnades av International Astronomical Union. Axólotl betyder ’vattendjur’ på nahuatlspråket.

## Egenskaper
HD 224693 är en gul till vit stjärna i huvudserien av spektralklass G2 V med låg aktivitet i dess kromosfär. Johnson et.al. (2006) klassificerade den dock som en utvecklad underjättestjärna av spektralklass G2 IV. Den är en metallrik stjärna vars spektrum visar en högre förekomst av andra element än väte och helium än i solen.
Den har en massa som är ca 1,3 solmassor, en radie som är ca 1,8 solradier och har ca 3,8 gånger solens utstrålning av energi från dess fotosfär vid en effektiv temperatur av ca 6 000 K.

## Planetssystem
År 2006 upptäcktes med hjälp av metoden för mätning av radiell hastighet vid Keckobservatoriet en exoplanet som kretsar kring HD 224693. En preliminär sökning efter transiteringar med hjälp av fotometriska data från Fairborn Observatory var ofullständig eftersom data kring den förväntade transittiden var för sparsamma för att utesluta möjliga transiteringar.
| Planet | Massa          | Halv storaxel (AE) | Siderisk omloppstid (d) | Excentricitet | Inklination | Radie |
| ------ | -------------- | ------------------ | ----------------------- | ------------- | ----------- | ----- |
| b      | ≥0,7 ± 0,12 MJ | 0,191 ± 0,014      | 26,6904 ± 0,0019        | 0,104 ± 0,017 | -           | -     |